# Autunska stolnica
Stolnica svetega Lazarja Autunskega (francosko Cathédrale Saint-Lazare d'Autun), splošno znana kot Autunska stolnica, je rimskokatoliška stolnica v Autunu in nacionalni spomenik Francije. Znana je po svojem clunijskem navdihu in romanskih skulpturah Gislebertusa ter je vrhunec romanske umetnosti v Burgundiji. Je sedež rimskokatoliške škofije Autun in njenega škofa. Autunski škof je dal pobudo za gradnjo stolnice svetega Lazarja zaradi velikega gibanja romarjev, ki so potovali v Vezelay na romarski poti v Santiago de Compostela.
Zaradi družbenih praks, ki so v tem obdobju vključevale čaščenje relikvij svetnikov, je Autunski škof odredil gradnjo večje stolnice, ki bi hranila relikvije in se prilagodila pritoku romarjev v Autun. Kapiteli stebrov in glavna fasada cerkve so okrašeni z realističnimi skulpturami, ki jih je izklesal Gislebertus. Umetniško delo je sredstvo za poučevanje množic krščanske etike z dramatičnimi prizori nebes in pekla. Med drugimi značilnostmi je redek timpanon s podpisom Giselbertusa iz Autuna.
Autunska stolnica je veličasten prikaz romanske umetnosti in arhitekture. Kipi, ki jih je ustvaril Giselbertus, z lahkoto in neverjetno umetniško sposobnostjo uspešno vključujejo biblijsko ikonografijo, povezano z Novo in Staro zavezo. Velikost in kakovost timpanona Poslednje sodbe in preklade Skušnjava Eve sta impresivna in izjemno podrobni umetniški deli. Autunska stolnica ostaja na najvišji točki v Autunu v Franciji in velja za odličen primer francoske romanike.

## Zgodovina

### Stolnica svetega Nazarja
Prva stolnica v Autunu je bila zgrajena od 5. stoletja naprej (kasneje posvečena svetemu Nazarju, saj je hranila relikvije svetnikov Nazarija in Celzija) in je bila večkrat prenovljena in povečana. Okoli leta 970 je iz Marseilla dobila nekaj relikvij Lazarja iz Aixa, saj so verjeli, da gre za relikvije Lazarja iz Betanije, Jezusovega prijatelja. Te so postale predmet romanj in množice so postale prevelike za stolnico. Zato se je škof Autuna, Etienne de Bâgé, okoli leta 1120 odločil za gradnjo nove stolnice kot romarske cerkve in za boljše češčenje relikvij. Novi stolnici je bilo dodeljeno mesto severno od prejšnje stolnice svetega Nazarja, katere ostanki so še vedno vidni.

### Stolnica svetega Lazarja
Dela na novi stolnici sv. Lazarja so se začela okoli leta 1120 in so napredovala dovolj hitro, da je bila stavba posvečena leta 1132. Večinoma so bila dela končana do leta 1146, ko so bile Lazarjeve relikvije prenesene iz stare stolnice. Lazarjev grob, svetišče relikvij, je bil zgrajen v koru v letih 1170–1180. Narteks ali portik je bil dokončan šele ob koncu stoletja.
Stolnica sv. Lazarja stoji v najvišjem in najbolje utrjenem kotu mesta, zunanji modifikacije, ki so bile narejene na stavbi, pa so njen videz močno spremenile z dodatkom gotskega stolpa, zvonika in stranskih kapel v 15. stoletju. Notranjost stolnice še vedno ohranja izrazito romanski videz. V obdobju 1462–1469 je škof Jean Rolin dal zgraditi nov zvonik, ki je nadomestil romanskega, ki ga je na žalost uničila strela.
Navdih za novo stavbo, tako v postavitvi kot v dekoraciji, je bil Cluny. Načrti so bili delo škofa Etiennea de Bâgéja, na katerega je še posebej vplivala clunijska opatija Paray-le-Monial. Stolnica sv. Lazarja je bila posvečena leta 1132.
Po letu 1146 sta stolnici več let delovali vzporedno, pri čemer je bil sv. Lazar poletna stolnica (od velike noči do vseh svetih), sv. Nazar pa zimska. Stolnica je bila dokončana leta 1146 (z izjemo portika, ki je bil dodan nekaj let pozneje); opat Grivot v svojem odličnem vodniku po stolnici pojasnjuje, da notranjost stavbe ni gotska, saj ni prekrižanih diagonalnih reber, temveč romanski oboki, kot so bili uporabljeni v Clunyju III. Leta 1195 je bil Saint Lazare sčasoma potrjen kot edina stolnica v Autunu. Od leta 1793 do 1805 je bila v njej znana slika Madona kanclerja Rolina Jana van Eycka, ki je zdaj v muzeju Louvre.

## Arhitektura

### Notranjost
Notranjost ima glavno in dve stranski ladji, razdeljeni z masivnimi stebri z vzdolžnimi rezbarijami, ki jih prekinjajo lepo okrašeni romanski kapiteli. Tloris stolnice ima narteks z dvema ladjama, ki ju krasita dva stolpa, sledi pa mu ladja s sedmimi travejami, ki jo obdajata stranski ladji in transept s stolpom nad križanjem. Dvojna bočna stolpa izvirata iz 19. stoletja.
Ladja je sestavljena iz treh nivojev: velike arkade, triforija in svetlobnega nadstropja, vsako z vencem. Trinadstropna ladja je bila zasnovana z uporabo šilastih lokov. Vsak ladijski lok je na oboku ločen s prečnim rebrom. Vsak transept se razteza v širino dveh ladijskih lokov, zahodni vhod pa ima narteks, ki zakriva glavni portal. Osnova triforija je okrašena s frizom rozet in je sestavljena iz treh slepih lokov.
Razpravljalo se je o tem, ali je koničasti lok prilagojen iz islamske umetniške arhitekture, kjer se je uporabljal že nekaj časa. Številne zgodovinsko znane kapitele, ki krasijo stebre v cerkvi sv. Lazarja, je izklesal Gislebertus, vključno z lepimi upodobitvami Bega v Egipt in Poklona Treh kraljev. Kapiteli krasijo stebre vzdolž ladje. Kar dela sv. Lazarja mojstrovino romanske umetnosti, je kakovost Gislebertusovega kiparstva, ki se pojavlja na številnih kapitelih v ladji in koru, vključno s prizori iz Biblije, vklesanimi v kamen v zelo posebnem slogu.

### Zunanjost
Stolnica sv. Lazarja ima tloris v obliki latinskega križa z ladjami, preprostim transeptom in tristopenjskim korom s polkrožnim zaključkom. Gotski zvonik izvira iz 15. stoletja, čeprav so bili zahodni stolpi obnovljeni v 19. stoletju po romanskem slogu Paray-le-Moniala.

## Kapiteli
Stolnica sv. Lazarja vsebuje nekaj najspektakularnejših romanskih kapitelov, ki jih je Gislebertus izdelal v ladji in koru. Gislebertus je ustvaril kapitele, ki so uporabili vitice dejanskega korintskega kapitela, da bi ustvarili arhitekturni okvir za razvoj pripovedi. Kapiteli portala so izrezljani s svetopisemskimi in tradicionalnimi prizori. Eden prikazuje sv. Hieronima, ki odstranjuje trn iz levje šape; drugi prikazuje Kristusovo daritev. Več kot 60 kapitelov v cerkvi sv. Lazarja je znanih kot Gislebertovo delo in vključujejo druge svetopisemske pripovedi, vključno s Samsonom, prerokom Habakukom, Kajnom in Abelom, sv. Petrom, pa tudi kapitele s Kristusom in apostoli. Zapletene rezbarije, ki sestavljajo kapitele Gislebertusa, živo prikazujejo pripoved, ki naj bi jo prikazovali.
Zaradi skorajšnjega propada v 19. stoletju so kapitele pod osrednjim stolpom nadomestili z replikami; Izvirnike si je mogoče od blizu ogledati v zgornjem kapitelju (vhod desno od kora). Med prizori na kapitelih v kapitelju so Beg v Egipt, Bog sprašuje Kajna, Obešenje Jude in Čaščenje modrih.[12]
- Bog sprašuje Kajna
- Kajnova smrt
- Čaščenje modrih
- Predstavitev kapitela Autunske stolnice
- Boj pritlikavca in žerjava
- Triglavi ptičji

## Evina skušnjava
Gislebertusova Evina skušnjava (francosko La Tentation d'Ève) je bila prvotno preklada severnih vrat stolnice. Navaja se, da je Evina skušnjava nastala okoli 1130-ih let, v istem času kot Poslednja sodba in narativni kapiteli. Ta velika skulptura je zdaj razstavljena v muzeju Rolin v Autunu v Franciji.

## TimpanonPoslednje sodbe
Domneva se, da je Poslednja sodba nastala okoli leta 1130. Leta 1766 so se kanoniki odločili, da skulpture ni vredno obdržati, ker je povprečna. Nato so vse skupaj prekrili s plastjo ometa, da bi na timpanon lahko pritrdili druga umetniška dela. Šele leta 1837, ko je drug kanonik radovedno začel krušiti omet, so odkrili timpanon. Na srečo se je ohranil pod ometom, razen Kristusove glave, za katero je bilo dokumentirano, da je bila odstranjena, da bi omet lahko popolnoma zapolnil timpanon.
Severna fasada cerkve sv. Lazarja vsebuje timpanon (1130–1135), podpisan Gislebertus hoc fecit ('Gislebertus je to naredil') znotraj portika, ki se uvršča med mojstrovine romanskega kiparstva v Franciji. Vendar pa je umetnostna zgodovinarka Linda Seidel izpodbijala to razlago in trdila, da je bil Gislebertus mecen.
Sama velikost timpanona je zahtevala, da ga podpirata dvojni prekladi, srednji steber pa je dodatno podpiral skulpturo. Leva stran timpanona prikazuje vzpon v nebeško kraljestvo, na desni pa je upodobitev demonov v peklu z angelom in hudičem, ki tehtata duše na tehtnici.
Znaki zodiaka obkrožajo obok s Kristusom v središču, upodobljenim kot spokojna figura. Kristus je postavljen v popolnoma simetričen položaj z uravnoteženo kompozicijo podolgovatih figur. Jezusa obdajajo njegova mati, Devica Marija in njegovi apostoli kot spokorniki in opazovalci poslednje sodbe. Sveti Peter straži vrata v nebesa in opazuje, kako se vstali posamezniki poskušajo s pomočjo angelov stlačiti vanje.
Gislebertus je uspešno vključil sodoben pogled na nebesa in pekel ter ustvaril skulpturo, ki je delovala kot vizualno izobraževalno sredstvo za nepismene posameznike. Ogled timpanona je romarjem omogočil, da so vedeli, kaj se jim bo zgodilo, če bodo končali v peklu. Dva moška blizu središča preklade nosita torbi s križem in školjko. To sta simbola romarjev, ki so potovali iz Jeruzalema v Santiago de Compostela.
Timpanon je verjetno vzbujal grozo pri vernikih, ki so hodili pod njim in si ogledali podrobno reliefno skulpturo. Na dnu timpanona pod tehtanjem duš je napis: »Naj ta groza prestraši tiste, ki jih veže zemeljska zmota, kajti groza podob tukaj na ta način resnično prikazuje, kaj se bo zgodilo.« Timpanon je uokvirjen z dvema arhivoltoma. Notranji ima izrezljano listje, zunanji arhivolt pa je sestavljen iz veličastno podrobnih medaljonov, ki predstavljajo štiri letne čase, zodiake in dela mesecev.
Obstajali so različni poskusi razlage dejstva, da se zdi, da so figure in prizori na prekladi nepotrebno podvajanje nekaterih figur in prizorov iz glavnega reliefa. Trdili so na primer, da ljudje, upodobljeni na prekladi, čakajo na sodbo ali da prizor predstavlja idejo posebne sodbe v nasprotju s splošno sodbo, ki je predstavljena na glavnem reliefu. Dębicki zavrača vse te interpretacije. Po njegovem mnenju simbolika reliefa dosledno odraža teološka stališča, ki jih je izrazil Honorius Augustodunensis v svojem delu Elucidarius. Podvojitev temelji predvsem na ideji, da bosta »na sodni dan dva razreda [ljudi] razdeljena na štiri« (in die judicii duo ordine in quattuor dividentur): figure na prekladi predstavljajo dva splošna razreda ljudi (rešene in preklete), medtem ko figure na timpanonu predstavljajo štiri posebne razrede. Medtem Philippe Ariès predlaga, da dva prizora v timpanonu predstavljata različni in celo izključujoči se koncepciji vstajenja. V prizoru na levi je »usoda mrtvih določena od trenutka njihovega vstajenja« in se preselijo neposredno bodisi v raj bodisi v pekel, medtem ko v prizoru na levi upodobljene »sodne operacije« stojijo med trenutkom vstajenja in končno sodbo.